# لیژور لیک، میزوری
لیژور لیک (به انگلیسی: Leisure Lake) یک منطقهٔ مسکونی در ایالات متحده آمریکا است که در شهرستان گراندی، میزوری واقع شده‌است. لیژور لیک ۳٫۷۹ کیلومتر مربع مساحت و ۱۶۰ نفر جمعیت دارد و ۲۴۶ متر بالاتر از سطح دریا واقع شده‌است.